# サタデー・ナイト・ライブ
『サタデー・ナイト・ライブ』（英語: Saturday Night Live, SNL）は、アメリカNBCで、1975年10月11日より毎週土曜日の23時30分から25時00分（ET、JST：日曜13時30分 - 15時00分、夏時間は1時間繰り上げ）に生放送されている、深夜90分の公開コメディバラエティ番組である。

## 概要
アメリカ合衆国のバラエティ番組でも最長寿番組のひとつであり、番組はレギュラーに、ホスト（メインゲスト）1名と音楽ゲスト1組というのが基本構成であるが稀にホストが音楽ゲストを兼ねる場合や、音楽ゲストがコントに参加する場合もある。
アメリカの主要なコメディアンにとってはスターへの登龍門的存在であり、ジョン・ベルーシ、ダン・エイクロイド、チェビー・チェイス、スティーヴ・マーティン、エディ・マーフィ、マイク・マイヤーズ、アダム・サンドラー、クリス・ロック、ウィル・フェレル、といった日本でも著名なコメディアンを輩出している。また、ピーボディ賞や全米脚本家組合賞などのテレビ賞を多く受賞しており、プライムタイム・エミー賞の常連ノミネートおよび受賞番組でもある。
また、この番組フォーマットは世界にも販売されており、これまでにイタリア・スペイン・日本・韓国で、各国のオリジナルバージョンが番組制作されている。

## 番組の構成
番組は通常以下のパターンで構成される。
唐突にタイトルもなく政治や時事ネタの寸劇が始まり、オチに誰かが「Live from New York, it's Saturday Night!(ニューヨークから生中継！SNLの始まりだ！)」と叫ぶお馴染みのオープニング(Cold Open)から始まる。
そして、テーマソングが演奏され、自由の女神のショットとニューヨーク周辺の様々な場所でカットしたキャストメンバーのモンタージュで始まるオープニングクレジットが流れる。番組のテーマソングはサタデーナイトライブバンドにより生演奏され、40年以上もの間に何度も編曲し直されているが、基本的に同じコード・パターンである。
オープニングクレジットの後、ホストによるオープニング・モノローグが行われ、その後はしばしばテレビコマーシャルパロディが続く。
番組は、一連のコントなど（人気キャラクター、ギャグ、有名人の物真似、映画やテレビ番組のパロディ、時事ネタ）が有るが、番組の一番の見せ場は『アメリカ合衆国大統領や政治家のパロディや揶揄・政治風刺』である。その後、音楽ゲストによる演奏が披露される。番組の折り返しに、時事ニュースのパロディである「Weekend Update」が入る。
後半は、さらに多くのコントの後、音楽ゲストの再登場となる。それから、レギュラーメンバーのVTRコント等が流れ、メインゲストによるエンディングか、まれにエンディング代わりの音楽ゲストによる3曲目が演奏されて、番組が終了する。

## 歴史

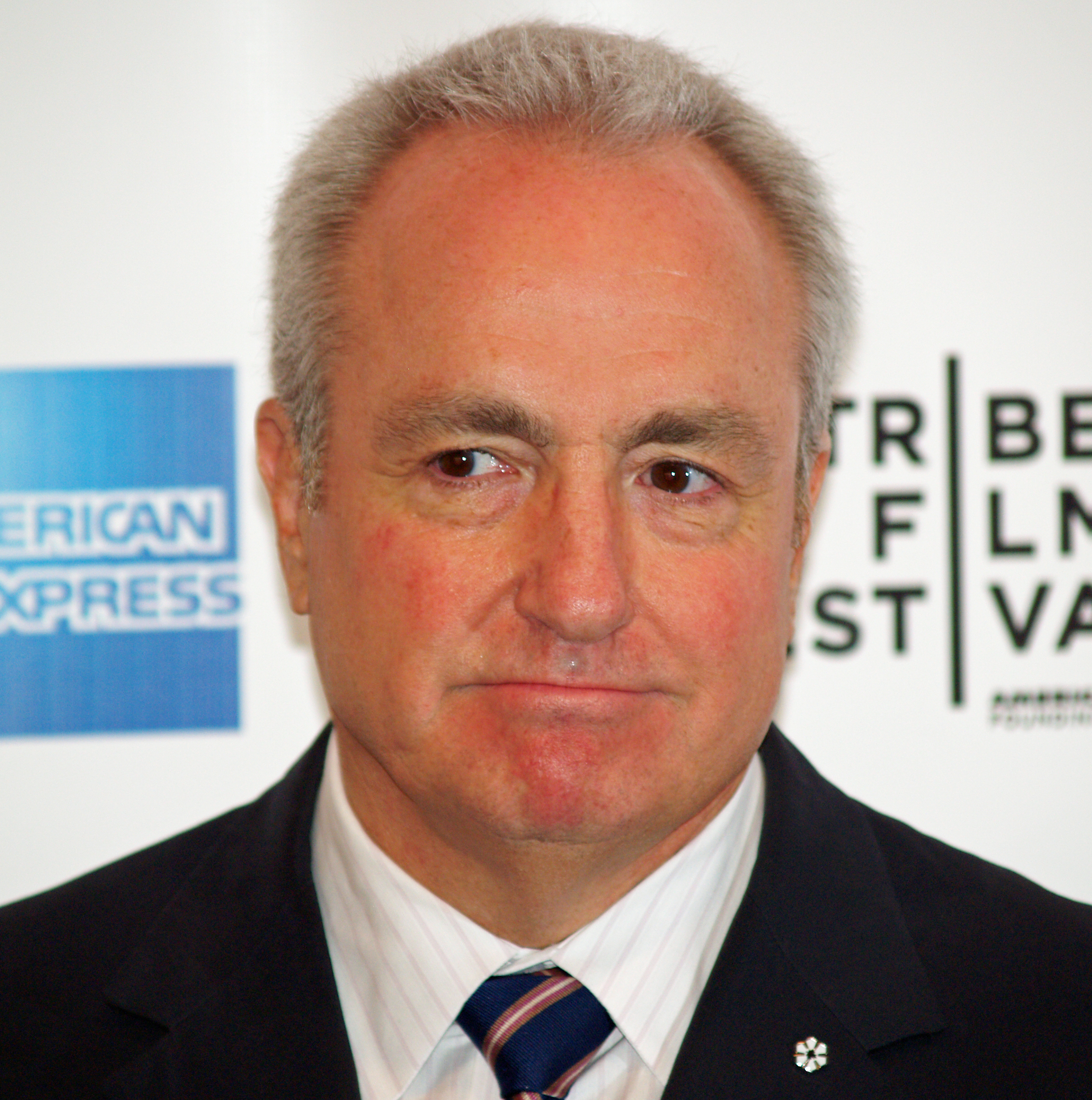
プロデューサーのローン・マイケルズ(2008年)

1974年にNBCの深夜番組の編成局長であったディック・エバーソルがローン・マイケルズに土曜深夜のバラエティー番組の製作を依頼。ローン・マイケルズがシカゴを拠点とする即興コメディ劇団「セカンド・シティ」から出演者、脚本家を集めて製作を開始。
当初から「サタデーナイトライブ」という番組名にしたかったが、ABCの「Saturday Night Live with Howard Cosell」の影響で1975年10月11日に「NBCサタデーナイト」として放送開始。番組名は「サタデーナイト」だが、「ライブ」という言葉をどこかに入れたかったため、「Live from New York, it's Saturday Night!」という台詞が生まれた。1976年にABCの番組が終了。これに伴いNBCがABCから番組名の権利を買い取り、1977年3月26日の放送から現在の番組名になった。
1980年に製作方針と権利関係でNBCと対立したことが原因となり、シーズン5を以ってローン・マイケルズとオリジナルキャスト、ほとんどのスタッフと放送作家は番組を離れた。シーズン6は、番組に残った数少ないスタッフの一人であるジーン・ドーメニアンによって製作されたが、ローン・マイケルズにロイヤリティを払わなくて済む様に番組構成をそれまでと完全に変え、出演者、スタッフ、放送作家を一新。しかしこれが裏目に出て視聴率が低迷。さらに新しい出演者の一人が（意図した物では無かったが）番組史上初めて放送禁止用語を口にしたり、ジーンがNBCを激怒させた（NBCの上層部が性接待を強要しているという内容のコント）ため、NBCはジーンとその出演者を解雇した。
このため、シーズン7 - 10はエバーソル自らがエグゼクティブプロデューサーとして指揮を執ることになった。エディ・マーフィ、ジュリア・ルイス＝ドレイファス、ジェームズ・ベルーシ等の活躍もあったが視聴率は低迷し続け、NBCは1985年に一旦番組の終了を決定する。
そこで、エバーソルはシーズン11以降ローン・マイケルズを呼び戻し、番組存続を求めてNBC上層部を説得。以降ローン・マイケルズは現在に至るまで、エグゼクティブプロデューサーの地位にある。
番組開始50周年を記念して、2025年2月16日に特別番組『SNL 50周年記念スペシャル』がNBCテレビとPecockにて放送及び配信された。視聴者数はレギュラー番組（シーズン平均）の3倍となる1,480万人を記録した。

## 主な出来事

### シネイド・オコナー事件
1992年10月3日にシネイド・オコナーが音楽ゲストとして出演した際、彼女はボブ・マーリーの"War"をアカペラで披露したが、意図的に"racism（人種差別）"という歌詞を"child abuse（小児虐待）"に変えて歌った。これは、カトリック教会の性的虐待事件に対する抗議であった。そして、歌詞の "evil (悪人)"という箇所を歌う時に法王ヨハネパウロ2世の写真をカメラに向けて破り、"Fight the real enemy（真の敵と戦え）"と言いながらカメラに投げつけた。SNL側はこの行為を事前に知らされていなかった。
2010年現在もNBCは、再放送時にこの箇所をリハーサル時の映像に差し替えて放送している。このリハーサル修正版の映像は再放送（60分バージョン）で見ることができるが、オリジナルバージョンは "SNL DVD special Saturday Night Live- 25 Years of Music" にてローン・マイケルズの解説付きで見ることが可能である。

### レイジ・アゲインスト・ザ・マシーン事件
1996年4月13日にレイジ・アゲインスト・ザ・マシーン（以後RATM）が音楽ゲストで出演し、2曲を披露する予定だった。この時のホストは前共和党大統領候補で資産家のスティーブ・フォーブスであったが、RATMは彼の言動に抗議するために2本の星条旗をギターアンプから逆さまに吊るして演奏することにした。ギタリストのトム・モレロによると、「資産家がジョークを言いながら持論の一律課税をアピールしている事に対して抗議したかった」という。
ところが1曲目を演奏する直前に、SNLとNBCはスタッフをステージに入れ、逆さまの星条旗を下ろさせた。そして、演奏中であるのにも関わらず警備員がRATMにスタジオから去る様に命じた。
報道によれば、ベーシストのティム・コマーフォードはその後フォーブスの控え室に突入し、切り裂いた星条旗を投げつけた。モレロによると、（名前こそ伏せたものの）「SNLのメンバーやスタッフは我々の行動に共感し、SNLがRATMのパフォーマンスを検閲した事を恥じていた」という。

### アシュリー・シンプソン事件
2004年10月23日にアシュリー・シンプソンが音楽ゲストで出演したが、2曲目の前奏中にマイクを離しているにも関わらず"1曲目の"歌声が流れてしまい、口パクが発覚した。アシュリーはすかさず踊りともいえない踊りで誤魔化そうとしたが、結局バンドが演奏を続ける中、ステージから立ち去った。エンディングでホストのジュード・ロウと共に現れ、「バンドが間違った曲を演奏したのでどうしたら良いか分からなくなったの、だからホーダウンしたの」と釈明した。音楽ゲストがパフォーマンス中にステージを立ち去ったのはアシュリーが初めてであり、唯一。
2010年3月13日にジュード・ロウが再びホストを務めたが、オープニングモノローグで「前回出演した時の音楽ゲストはアシュリー・シンプソンだったけど、彼女は凄く良かったよ。」と述べた。しかし、この時「彼女は凄く良かったよ」の部分は口パクでスピーカーから流れていた。

### Facebookによるキャンペーン
2010年5月8日の放送ではベティ・ホワイトがホストを務め、88歳6ヶ月で最年長ホスト記録を樹立した。これはFacebook上で起こった「ベティ・ホワイトをSNLホストにしよう」キャンペーンの結果である（2010年のスーパーボウルで流れたスニッカーズの特別CMに、ベティ・ホワイトが出演したことがきっかけ）。
オープニングモノローグでは、「ここに立っているのは色々な人のお陰ですが、特にFacebookにお礼を言いたい。実はFacebookがどんな物か知らなかったのですが、今は分かります。物凄く時間を無駄にする行為のことですね」とジョークを飛ばしていた。
エンディングでは日付が変わり母の日になったことから、レギュラーメンバーがカーネーションを渡す演出があった。

### モーガン・ウォーレン問題
2025年4月、音楽ゲストとしてモーガン・ウォーレンが出演したが、エンディングに参加せず、エンドロールが流れる前に番組から立ち去った。更に番組の放送直後にInstagramでプライベート・ジェットに乗ってる姿を投稿、「豊かな国に連れていってくれ」とキャプションを添えたことにより番組側への何らかのメッセージがあるのではないかと議論を呼んだ。またウォーレンの行動についてSNLの最古参メンバーキーナン・トンプソンも苦言を呈する事態となった。

## 出演者

### 現在のレギュラー・準レギュラー
出演者は不定期に入れ替わる。新人は準レギュラーから始めて、キャストの降板に伴いレギュラーに昇格する。上述の経緯からセカンド・シティの出身者が多い。
シーズン46
| - レギュラー(Repertory players) - ベック・ベネット（2013年-） - エイディ・ブライアント（2012年-） - マイケル・チェ（2014年-） - ピート・デイヴィッドソン（2014年-） - マイキー・デー（2016年-） - ハイジ・ガードナー（2017年-） - コリン・ジョスト（2005年-） - ケイト・マッキノン（2012年-） - アレックス・モッファト（2016年-） - カイル・ムーニー（2013年-） - エゴ・ノワディム（2018年-） - クリス・レッド（2017年-） - セシリー・ストロング（2012年-） - キーナン・トンプソン（2003年-）※18年以上レギュラーの最長記録（更新中） - メリッサ・ヴィラセニョール（2016年-） | - 準レギュラー(Featured players) - アンドリュー・ディスミュークス（2020年-） - クロエ・ファインマン（2019年-） - ローレン・ホルト（2020年-） - パンキー・ジョンソン（2019年-） - ボーウェン・ヤン（2019年-） |  |

（太字はWeekendUpdateのアンカー）

### 過去の出演者
サタデーナイトライブの出演者一覧(en)参照
- ダン・エイクロイド（1975年-1979年）※オリジナルキャスト
- ジョン・ベルーシ（1975年-1979年） ※オリジナルキャスト
- チェビー・チェイス（1975年-1976年） ※オリジナルキャスト
- ジェーン・カーティン（1975年-1980年） ※オリジナルキャスト
- ギャレット・モリス（英語版）（1975年-1980年） ※オリジナルキャスト
- ラレイン・ニューマン（1975年-1980年） ※オリジナルキャスト
- ギルダ・ラドナー（英語版）（1975年-1980年） ※オリジナルキャスト
- ジョージ・コー（1975年-1986年） ※オリジナルキャスト、クレジットなし
- ビル・マーレイ（1976年-1980年）
- アル・フランケン（1976年-1980年）※2009年よりアメリカ合衆国上院議員
- ピーター・エイクロイド（英語版）（1979年-1980年） ※ダン・エイクロイドの弟
- ジョー・ピスコポ（英語版）（1980年-1984年）
- クリスティーン・エバーソール（1981年-1982年）
- エディ・マーフィ（1981年-1984年）
- ジュリア・ルイス＝ドレイファス（1982年-1985年）
- ジェームズ・ベルーシ（1983年-1985年） ※ジョン・ベルーシの弟
- クリストファー・ゲスト（1984年-1985年）
- マーティン・ショート（1984年-1985年）
- ロバート・ダウニー・Jr（1985年-1986年）
- ダナ・カーヴィ（1986年-1993年）
- マイク・マイヤーズ（1989年-1995年）
- アダム・サンドラー（1991年-1995年）
- ティム・メドウス（1991年-2000年）
- ジェイ・モーア（1993年-1995年）
- ウィル・フェレル（1995年-2002年）
- ダレル・ハモンド（1995年-2009年）
- アナ・ガスタイヤー (1996年-2002年)
- クリス・カッテン（1996年-2003年）
- ティナ・フェイ（1997年-2006年） ※前ヘッドライター。自身と当番組をモデルとしたコメディ『30 rock』の主演・脚本・製作総指揮を務める。
- ジミー・ファロン（1998年-2004年）
- クリス・パーネル（英語版）（1998年-2006年）
- ホレイショ・サンツ（英語版）（1998年-2006年）
- フィネス・ミッチェル（英語版）（2003年-2006年）
- マーヤ・ルドルフ（2000年-2007年）
- エイミー・ポーラー（2001年-2008年）
- ウィル・フォルテ（2002年-2010年）
- アンディ・サムバーグ（2005年-2012年）
- クリステン・ウィグ（2005年-2012年）
- フレッド・アーミセン（2002年-2013年）
- ビル・ヘイダー（2005年-2013年）
- セス・マイヤーズ（2001年-2014年）
- ナンシム・ペドラド（英語版）（2009年-2014年）
- ジェイソン・サダイキス（2005年-2014年）
- タラン・キラム（2010年-2016年）
- ジェイ・ファロー（2010年-2016年）
- ジョン・ルドニスキー（英語版）（2015年-2016年）
- ボビー・モイニハン（2008年-2017年）
- ヴァネッサ・ベイヤー（2010年-2017年）
- サシェア・ザマタ（英語版）（2014年-2017年）

ほか多数

### 頻出ホスト・音楽ゲスト
5回以上ホストを務めたゲスト(Five-Timers Club)は以下の通り。
音楽ゲストの出演回数はカウントしないが、ポール・サイモンは4回でもFive-Timers Clubとしてスケッチに出演している。
- アレック・ボールドウィン (16回)
- スティーヴ・マーティン (15回)
- ジョン・グッドマン (12回)
- ポール・サイモン (11回) - うち司会：3回 / 司会・音楽ゲスト：1回 / 音楽ゲスト：7回
- バック・ヘンリー (10回)
- トム・ハンクス (10回)
- チェビー・チェイス (8回) ※かつてレギュラーの経験あり
- クリストファー・ウォーケン (7回)
- エリオット・グールド (6回)
- ダニー・デヴィート (6回)
- ティナ・フェイ (6回)
- ドリュー・バリモア (6回)
- スカーレット・ヨハンソン (6回)
- キャンディス・バーゲン (5回)
- ビル・マーレイ (5回) ※かつてレギュラーの経験あり
- ジャスティン・ティンバーレイク (5回)
- ベン・アフレック (5回)
- メリッサ・マッカーシー (5回)
- ドウェイン・ジョンソン (5回)
- ジョナ・ヒル (5回)

### カメオ出演
ホストや音楽ゲストの他にも多数の著名人（政治家、俳優、ミュージシャン）が不定期にカメオ出演する。（名前はクレジットされない）
- バラク・オバマ（第44代アメリカ合衆国大統領：2007年11月3日放送）
- ビル・クリントン、ヒラリー・クリントン（オバマ政権・第67代アメリカ合衆国国務長官：2008年3月1日放送）

ほか多数

## ナレーション
オープニングのナレーションはNBCのベテラン・アナウンサー、ドン・パルドが担当していた。シーズン7を除く全てのエピソードのナレーションを担当し、2004年にNBCを退社後も2010年まではナレーションの収録のために毎週アリゾナ州の自宅からニューヨークへ通っていたが、90歳を超えた頃からアリゾナ州の自宅で収録していた。2014年にドン・パルドが亡くなり、シーズン40からは元キャストメンバーのダレル・ハモンドが正式にナレーションを引き継いだ（以前からドン・パルドのスケジュールが合わない時にものまねでピンチヒッターをしていた）。

## コントとキャラクター

### オープニングコント（Cold Open）
第1回放送の最初のコントは「英語のレッスン」で、マイケル・オードナヒュー演じる英語の先生がジョン・ベルーシ演じる移民の生徒に一対一の英語レッスンをするという内容であった。突然英語の先生が発作で倒れてしまうが、先生が「Repeat after me」と言っていたので、生徒も無理やり発作で倒れるというオチ。その後、ADに扮したチェビー・チェイスが乱入して「Live from New York, It's Saturday night」とタイトルコールしてオープニングがスタートした。
以後、毎回最初のコントは "Cold Open(コールドオープン)" と呼ばれ、唐突にコントが始まり、オチに誰かが「Live from New York, It's Saturday night」とタイトルコールしてオープニングという番組フォーマットが毎回踏襲されることになった。

### ウィークエンド・アップデート（Weekend Update）
1975年10月11日の第1回放送から毎回続く、唯一のコーナー。ニュース番組の形式で、アンカーが時事ニュースを次々と皮肉る。ニュースの内容によって当事者（レギュラーメンバーによる物まね）を数人ゲストに迎えて進行するが、時折本人が登場することもある。 歴代のアンカーは数人の例外を除いて、基本的にヘッドライターが務める。初代アンカーはチェビー・チェイスで、2014年（シーズン40）以降は一貫してコリン・ジョストとマイケル・チェの2人が担当している。
なお、1981年から1985年は一時的にコーナー名が変わっていたものの、内容は基本的に同じであった。

### 映画・ドラマ・人気番組のパロディ
映画やドラマ、クイズ番組やトークショーなどの人気バラエティ番組のパロディ。コントにはレギュラーメンバーだけでなく、時折本人が参加することもある。
なお、他局の作品であってもタイトルや役名はもちろん、テレビ局名（映画会社名）やロゴなどの意匠も含めてすべて本物と同じ物（実名）が使われる。

### CMパロディ
時事CMのパロディは、コントの合間（特にオープニングモノローグの後）に挟まれる。映画・ドラマのパロディとは異なり、（番組やNBCと直接関係は無くとも）全てのスポンサーへの配慮から、実在の製品や企業名を使うことは少ない。

### 大統領・政治家パロディ
番組の要となるコーナーで、政治に関連したコントが本番組における1番の特徴であり、主にCold Openで演じられる。国内外を問わず、その時々の政治家の活躍・スキャンダル・独特なキャラクターが、政治風刺のネタにされる。
特に「大統領からの国民への放送」（実際アメリカでは、ホワイトハウスの大統領執務室から、テレビ放送が時折行われる）という形で、大統領がアメリカ国民に向けて、荒唐無稽な語りかけをするコントが毎年何度も放送されている。
またアメリカ合衆国大統領選挙の年には、大統領候補者による討論会がネタにされる。2007年-2009年には当時大統領（副大統領）候補であったサラ・ペイリン（ティナ・フェイ）とヒラリー・クリントン（エイミー・ポーラー）のネタが何度も放送され、本人が本番組に登場するなど話題になった。

### シリーズ化したコント（Recurring Sketch）
- キラー・ビーズ（初出：1975年10月11日 第1回放送）
番組史上初の複数回登場キャラクター。放送後にNBCがカットを要求したため、ローン・マイケルズがこれに反抗してシリーズ化した。当時のレギュラー全員が演じ、たまにブルース・ブラザーズ・バンドが出演した。
- サムライ・シリーズ（初出：1975年12月13日）
ジョン・ベルーシ演ずるサムライがデリカテッセン等の店員となり、刀を振り回して接客をするシリーズ。「サムライ・デリカテッサン」や「サムライ・ナイト・フィーバー」などがある。サムライのセリフ回しは黒澤明監督映画における三船敏郎のパロディ。
- コーン・ヘッズ（初出：1977年1月15日）
地球に住むとんがり頭の宇宙人一家が巻き起こす騒動
- オリンピア・カフェ（ギリシャ料理店）（初出：1978年1月28日）
べルーシが訛りのある英語で話す店主を演じる、何を注文しても結局チーズバーガー、ペプシ（客が"coke"と頼むと必ず"No coke, Pepsi"と返される）、チップス（客が"fries"と頼むと必ず"No Fries, Chips"と返される）しか頼めない不条理なカフェが舞台のコント。モデルとなったレストランはシカゴに実在し、店名はべルーシの父親が経営していたダイナーに由来する。
- ブルース・ブラザーズ（初出：1978年4月22日）
黒いスーツ、ソフト帽、レイバンのサングラスに身を包んだジョン・ベルーシとダン・エイクロイドが演じるブルース・ブラザーズがブルースやソウルミュージックを披露する音楽コント。
- ガンビー
幼児向け人気キャラクターであるガンビーのパロディを、エディ・マーフィが演ずるもの。
- ウェインズ・ワールド（初出：1989年2月18日）
マイク・マイヤーズとダナ・カーヴィーが演じる、ギタリストとドラマーがハイテンションでゲストをいじるコント。
- コンチネンタル（初出：1990年1月20日）
クリストファー・ウォーケンが演じるコンチネンタルが理由を付けて自宅に招いた画面上で腕しか見えない女性を落とすため必死に口解くコント。
- セレブリティ・ジェパディ！ （初出:1996年12月7日）
NBCが放送している視聴者参加型クイズ番組「ジェパディ!」の内、同名のセレブリティ大会のパロディ。ダレル・ハモンド演じるショーン・コネリーをはじめとした3人のセレブリティの回答者[17]が、物凄く簡単な問題[18]に対して好き勝手する様[19]にウィル・フェレル演じる司会者のアレックス・トレベックが困惑し、呆れるというコント。
- マクグルーバー（初出：2007年1月20日）
ウィル・フォルテが演ずるマクグルーバーと2人の仲間が、時限爆弾と共に閉じ込められる。マクグルーバーは「冒険野郎マクガイバー」のごとく起爆装置を解除しようとするが、毎回「個人的な問題[20]」に気を取られて解除できないまま爆発するシリーズ。1本が1分半程で完結することが特徴である。

ほか多数。実在の人物や番組、作品を題材としたものがシリーズ化されると「セレブリティ・ジェパディ！」ではトレベックが回答者として、「マクグルーバー」では「冒険野郎マクガイバー」でマクガイバーを演じたリチャード・ディーン・アンダーソンがマクガイバー役として出演するなど、元ネタの出演者がスケッチに（あくまで脇役として）出演することが度々ある。

### SNL Digital Short
シーズン31以降に行われている。基本的にホストまたは音楽ゲスト（あるいは両方とも）が出演する、音楽を主体としたショートコント。後述のコンシューマ用デジタル一眼レフカメラで撮影され、コンピュータ上で編集されている。

## 制作環境・設備

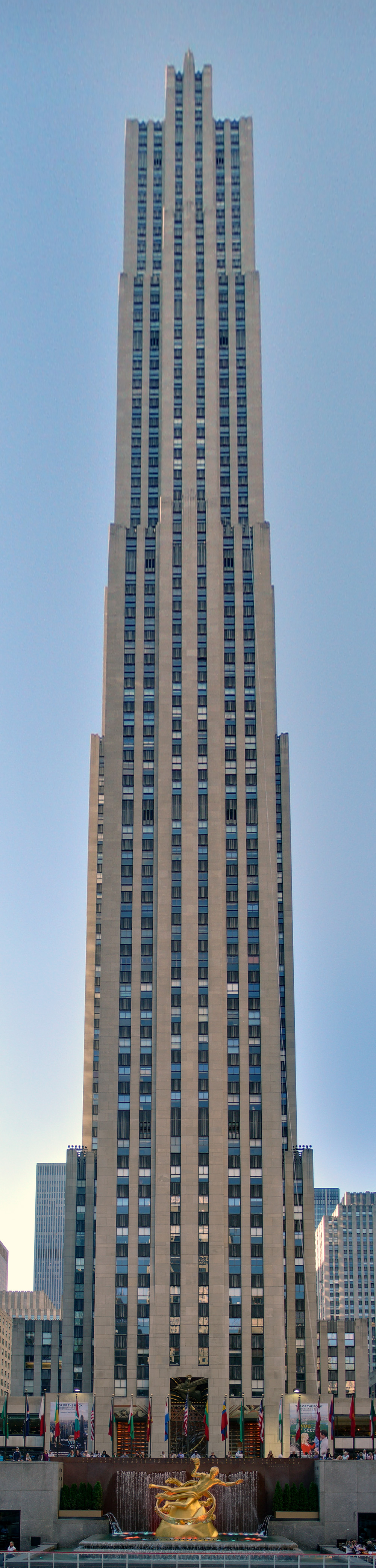
スタジオがあるコムキャスト・ビルディング

### スタジオ
収録はニューヨークのコムキャスト・ビルディング（30ロックフェラープラザ、30 Rock）にあるNBCスタジオのスタジオ8H（8階と9階）で収録されている。このスタジオはもともと、アルトゥーロ・トスカニーニおよびNBC交響楽団向けにラジオ収録用のステージが設けられていた。このため構造上、一部の観客はコントを見る際に死角が生じてしまっている。その一方でNBCによれば、音響面においては完璧な構造であるという。観覧希望者は NBCのホームページ から応募し、抽選で招待される。
シーズンが中断していた2005年夏には、スタジオ8Hの改修を実施。 第31シーズン開始の2005年10月から、ハイビジョン放送での制作・放送を開始した（同時にアナログ放送での画面はレターボックス化された）。
1976年 - 1977年のシーズンでは最初の数回を、ブルックリンの旧NBCスタジオから放送した。これはスタジオ8Hが当時、アメリカ大統領選挙報道のためNBCニュースが使用していたことに伴う措置であった。
番組のコマーシャルと本編の間には、出演者の静止画である「コマーシャル・バンパー」が映される。ここで映されるホストの写真は、音楽ゲストがリハーサルを行っている最中に、専門のカメラマンがスタジオ内で撮影したポートレートを使用している。
なお、ライターやプロデューサー、その他のスタッフのオフィスは17階に所在している。

### ポストプロダクション
番組中で使用される音楽は、生放送で演奏される楽曲のほか、VTRでの音楽や効果音、事前に収録されたナレーションなどを、ミキシングスタッフの代表者が構成している。これらすべての音楽・音声はデジタル保存され、番組内で活用されることとなる。
事前に、コマーシャルのパロディやコントなどを収録するシステムは、1998年にアナログからデジタルへおおよそ移行された。収録されるデータは、音響や5台のカメラによって映される映像で構成されるが、その容量は1.5テラバイトにものぼる。これら収録されたデータは、制作会社であるブロードウェイ・ビデオの施設に保管される。

### 機材
スタジオ8Hにある制作機材は、NBCプロダクション・サービスによって管理されている。ビデオカメラは、ソニー製CCDビデオカメラ「BVP-700」を4台、同じくソニー製ハンドヘルドカメラ「BVP-750」を2台使用しており、どちらもヴィンテンのカメラスタンドを使用している。デジタルおよびアナログ・ビデオ・レコーダーとしては、グラスバレー製デジタル・コンポーネント・プロダクション・スイッチャー「GVG 4000-3」と、デジタル・コンポーネント・ルーティング・スイッチャー「GVG 7000」を使用しており、副調整室へ映像を送出している。コンピュータ・グラフィックについては、カイロン製「Infinity Character Generator」とクウォンテル製のピクチャーボックスを使用している。音響機材としては、カルレック製のデジタル制御アナログ・ミキシング・コンソールであるTシリーズや、テープ再生のサポートなどにはヤマハ製デジタル・ミキシング・コンソールを使用している。
なお、2009年の第35シーズンから使われているオープニング映像では、デジタル一眼レフカメラで撮影されたカットを使用しており、それらはキヤノン製「EOS 5D Mark II」や、同じくキヤノン製「EOS 7D」が用いられた。

## 制作過程
以下の製作過程は、SNLの前ヘッドライター（主任放送作家）でキャストでもあったティナ・フェイの2000年と2004年のインタビューに基づく。
- 月曜日
  - オープニングコントと番組の大まかな流れを決める為のミーティングから始まり、ローン・マイケルズとホストによるミーティングが始まる。正式名称は"ホスト打ち合わせ(The Host Meeting)"であるが、放送作家と出演者は"ピッチミーティング(The Pitch Meeting:意見交換会)"と呼んでいる。
  - ホストは一週間を通して打ち合わせに参加し、放送される内容について意見する。
- 火曜日
  - 火曜の夜から水曜の朝までに40から50の台本が書かれるが、大半は放送されることなくお蔵入りする。
  - 放送作家は自分の台本が出来上がると、他の放送作家のアシストに回る。
  - その間に、ローン・マイケルズは音楽ゲストとピッチミーティングを開き、演奏曲目（2 - 3曲）を決める。
- 水曜日
  - 出演者、放送作家、プロデューサー、ローン・マイケルズ、そしてホストによって全ての台本が読み合わされる。この読み合わせは通常午後から始まり2時間半から3時間で終了する。
  - 読み合わせが終わると、ヘッドライターとプロデューサーはどの台本を実際に演じるかを決めるが、最終決定権はローン・マイケルズとホストにある。
- 木曜日
  - 放送作家が候補に残った台本を一字一句チェックし、一部の台本は書き直して完成度を高める事もある。
  - 「Weekend Update」のスタッフはこの時点から集まり、放送作家が選んだその週のニュースについて検討を始める。
  - スタッフも合流し、音楽ゲストの演奏や、メインとなる長尺コントのリハーサルを行う。
  - ホストと音楽ゲストがコマーシャル・バンパーの写真を2から4バージョン撮影する。
- 金曜日
  - この時点で演じられるコントが確定し、それぞれのコントを担当する放送作家はプロデューサーとして指揮を執り、大道具や衣装係、音響担当者等と製作を進める。
  - コントに使われるオリジナルの楽曲のレコーディングも行われる。
- 土曜日リハーサル中のメインステージの様子

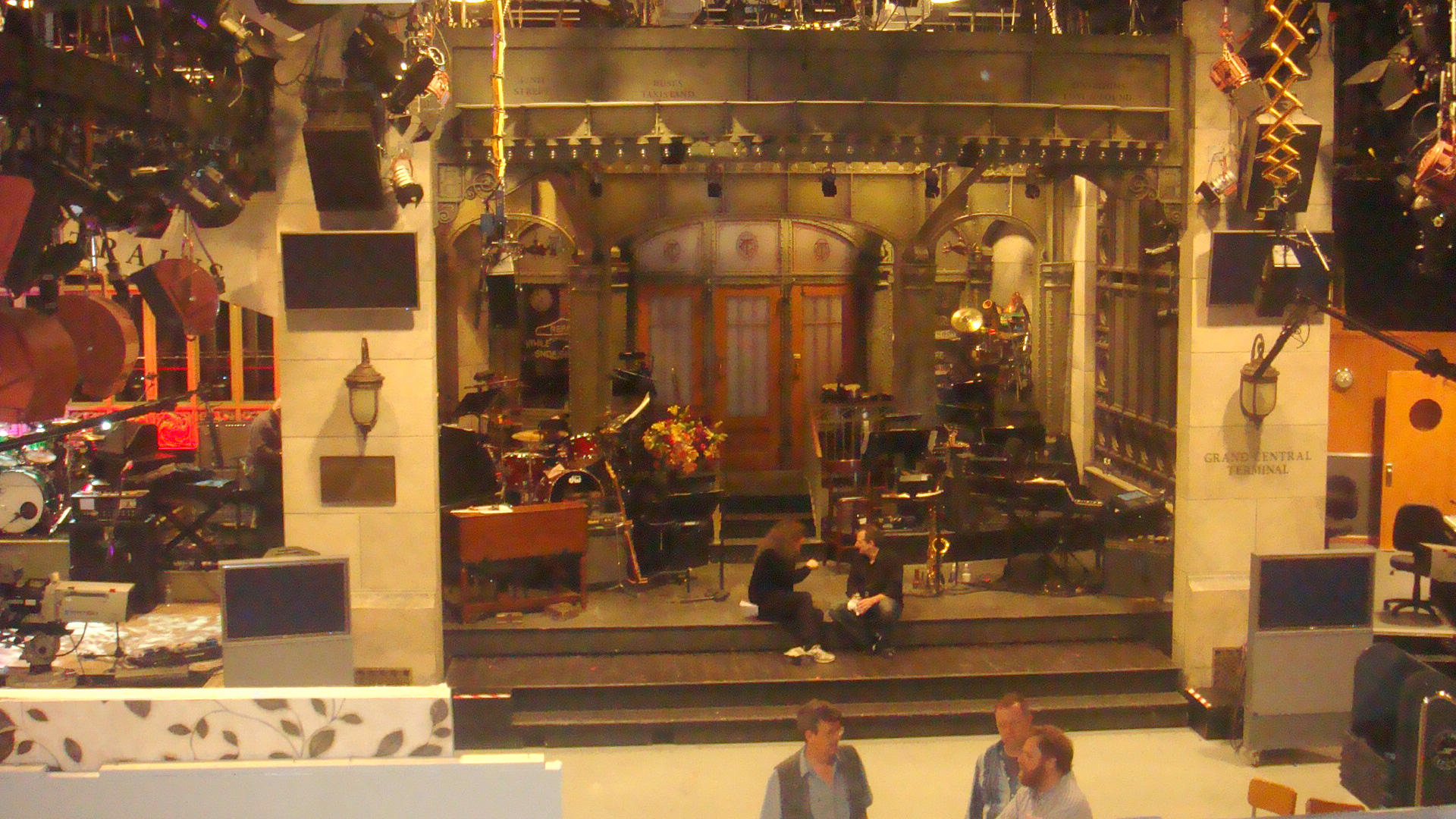
リハーサル中のメインステージの様子

  - 午前中：サタデーナイトライブバンドがリハーサルを行う。
  - 13時 - ：まだまだ完成とは程遠い状態であるが、小道具を用いながらの通しリハーサルが行われる（ローン・マイケルズも立ち会って内容をチェックする）。
  - 20時 - 22時：スタジオの観客の前でドレスリハーサルを行い、さらに約20分の内容が削除される。
  - 22時 - 本番：ローン・マイケルズはドレスリハーサル中の観客の反応を直接観察し、ホストとヘッドライターの意見を聞いた上で最後の手直しを行う。
  - 出演者はドレスリハーサル後の変更点について説明を受け、完成版のコントの概要がローン・マイケルズのオフィスの前にある掲示板に貼り出される。
  - 本番後はニューヨークのナイトクラブでパーティーが開かれ、関係者やホスト、音楽ゲストが招かれる。

収録の進捗状況は常に掲示板上で調整される。コントや番組進行はインデックスカードにされ、進行順に掲示板上に配置される。進行順の決定に際しては、内容、カメラ配置、出演者のスケジュール等の制作上の制約事項が考慮されている。カットされてしまったコントはボードの隅に取って置かれる。放送が近づくにつれて、作家やプロデューサーは自分の担当パートどうなっているのかを掲示板を見る事でチェックする。
2004年10月にCBSの『60 Minutes』にて製作現場が取材された。この中では、本番までの一週間で、沢山の長時間に渡る白熱したミーティングを経て台本が作り上げられていく様子が放映された。また、ホストは自身が出演するコントについて、深く関与していることも紹介された。

## 放送体制

### 放送時間
番組は東部標準時の23時29分30秒から、中部標準時の地域では22時29分30秒から生放送される。山岳部標準時の地域と太平洋標準時の地域では、通常未編集のまま23時29分30秒から録画放送される。なお山岳部標準時の地域であっても、カンザス州のKSNG局とKSNK局では例外として、山岳部標準時の21時29分30秒から生放送される。

### 録画放送
番組は1年を通じて毎週放送されるが、生放送されるのは9月から5月のシーズン中のみであり、シーズンが終わる6月から8月の間は視聴率の良かった回を中心に再放送される。シーズン中も月に1回程度、同枠で再放送が行われる。
再放送される場合には検閲により、一部がカットされたり差し替えられることがある。また、ケーブルテレビのコメディ・セントラルやE!では60分バージョンとして再放送されている。

### 検閲
1992年11月21日、ウェインズ・ワールドのコントで、チェルシー・クリントン（ビル・クリントン大統領の娘で、当時12歳）を性的な内容でからかうシーンがあった。このシーンは再放送からはカットされている。
1998年3月に放送されたRobert Smigelのアニメも再放送でカットされている（ローン・マイケルズが「愉快な物ではない」としてカットを要求した）。この時の内容は「メディアが営利企業の傘下に入り支配される問題」を痛烈に批判した物であり、NBCがGE / ウェスティングハウス社の傘下にある事が影響している。

## 映画
『ブルース・ブラザース』（1980年）を最大の成功作として、初期の頃から番組のコーナーなどをベースとした映画が数多く制作された。しかしながら、『ブルース・ブラザース』以降は、ローン・マイケルズの制作会社であるブロードウェイ・ビデオが制作した『ウェインズ・ワールド』（1992年）まで、興行的に成功するものがなかなか出なかった。『ウェインズ・ワールド』の成功以降、1970年代の人気キャラクターである『コーン・ヘッズ』（1993年）の映画化など積極的な展開を見せているが、必ずしも順調な成績を上げているものではない。
日本においては、キャラクターになじみがないため、『ブルース・ブラザース』を除いては、ほとんど話題にならず、例外的に一般公開された『ウェインズ・ワールド』も興行的に成功しなかった。その他の作品は、字幕入りビデオやDVDの発売も一部にとどまっている現状である。

### 主な作品
- ブルース・ブラザース The Blues Brothers（1980年）
- ウェインズ・ワールド Wayne's World（1992年）
- ウェインズ・ワールド2 Wayne's World 2（1993年）
- コーン・ヘッズ Coneheads（1993年）
- いとしのパット君 It's Pat（1994年）
- アル・フランケンはMr.ヘルプマン Stuart Saves His Family（1995年）
- ロクスベリー・ナイト・フィーバー A Night at the Roxbury（1998年）
- ブルース・ブラザース2000 The Blues Brothers 2000（1998年）
- スーパースター 爆笑スター誕生計画 Superstar（1999年）
- レディース★マン The Ladies Man（2000年）
- ほぼ冒険野郎 マクグルーバー（別題「マクグルーバー」） MacGruber（2010年）

## DVD
ポニーキャニオンより以下のDVDが発売されている。
- サタデーナイトライブ 25イヤーズ・オブ・ミュージック DVDスペシャルBOX
PCBE-50742 / 2003年12月3日発売
- サタデー・ナイト・ライブ ベスト・オブ・25th アニバーサリー
PCBP-51222 / 2004年7月14日発売
- サタデー・ナイト・ライブ ベスト・オブ エディー・マーフィー
PCBP-51219 / 2004年7月14日発売
- サタデー・ナイト・ライブ ベスト・オブ マイク・マイヤーズ 
PCBP-51220 / 2004年7月14日発売
- サタデー・ナイト・ライブ ベスト・オブ アダム・サンドラー 
PCBP-51221: 2004年7月14日発売
- サタデー・ナイト・ライブ ベスト・オブ トム・ハンクス
PCBP-11795 / 2006年10月18日発売
- サタデー・ナイト・ライブ ベスト・オブ・ジョン・ベルーシ
PCBP-11818 / 2007年12月5日発売
- サタデー・ナイト・ライブ ベスト・オブ・ダン・エイクロイド 
PCBP-11819 / 2007年12月5日発売
- サタデー・ナイト・ライブ ベスト・オブ・サタデーTVファンハウス - ロバート・スミゲルが製作したパロディ・アニメーション「TVファンハウス」の2006年4月29日の特番のdvd
PCBP-11817 / 2007年12月5日発売
- サタデー・ナイト・ライブ コンプリート・ファースト・シーズン
PCBP-61816 / 2008年3月19日発売

## 海外展開
アメリカ版は米国外でも放送されており、2010年の時点で世界130カ国にて放映されている。以下のように現地の国において、ローカライズ版が制作された事例もある。
- 2006年より、イタリアで初めて海外へのローカライズ版が制作。『Saturday Night Live from Milano』または『Saturday Night Live Italy』のタイトルで制作され、Italy 1で2011年現在も放送されている。
- 2009年に、2番目のローカライズとなるスペイン版が1シーズンだけ制作され、Cuatro TVで放送された。
- 2011年6月より、3番目のローカライズとなる日本版が『サタデー・ナイト・ライブ JPN』のタイトルで制作され、フジテレビで放送された（後述）。
- 同年12月より、4番目のローカライズとなる韓国版が『Saturday Night Live Korea』のタイトルで制作され、tvNで放送された。

### 日本
日本でアメリカ版や日本ローカライズ版が放送（配信）される前から本番組の熱狂的なファンが存在し、その一人である元フジテレビプロデューサーの横澤彪は1980年代に同局にて放送された『オレたちひょうきん族』は本番組を参考に制作したことを明らかにしている。
- 1999年（平成11年）1月からCS放送のスーパーチャンネル（現・スーパー!ドラマTV）にて、シーズン1からの傑作選を放送。中断時期を含め、2005年（平成17年）3月まで放送した[27]。
- 2009年（平成21年）9月、本番組の制作会社と吉本興業が提携し、関連会社を設立。後述の日本ローカライズ版制作に伴う市場調査の一環として、過去にアメリカにて放送された一部のコントを動画サイトにて配信。2か月の間に約200万人が視聴した[26]。
- 2011年（平成23年）6月より、日本ローカライズ版となる『サタデー・ナイト・ライブ JPN』が、フジテレビと吉本興業の制作により、月1回のペースで放送された。基本的構成はアメリカのオリジナル版に準じつつ、製作スタッフ・出演者は概ね日本人が担当。明石家さんま・今田耕司らがレギュラーとして出演した。
- 2012年（平成24年）9月、当時は外資系資本の傘下であった定額制動画配信サービスのHuluにてシーズン38を配信した[28]。
- 2014年（平成26年）8月、Huluの日本事業が売却され、日本テレビの傘下に移行したが、引き続きシーズン39と40を順次配信した[29][30]。
- 2020年（令和2年）9月、6年ぶりにHuluでの本番組配信を実施。シーズン45と46を順次配信した[31][32]。また、同年10月にもNHK Eテレにて放送している『世界にいいね!つぶやき英語』の番組内でもシーズン45の一部エピソードが紹介された[33]。
- 2021年（令和3年）10月23日、Huluでの本番組配信が引き続き行われ、最新作であるシーズン47を順次配信[34]。以降のシーズンについても同サービスにて配信されており[35]、2024年現在、字幕無し版を本国での放送から4日遅れ、日本語・英語字幕版を18日遅れでそれぞれ配信している[36]。